# Mesochorus glaucus
Mesochorus glaucus är en stekelart som beskrevs av Dasch 1974. Mesochorus glaucus ingår i släktet Mesochorus och familjen brokparasitsteklar. Inga underarter finns listade i Catalogue of Life.